# رود پرلیس
رود پرلیس (به انگلیسی: Perlis River) (مالایی: Sungai Perlis) یک رود در پرلیس مالزی است.

## جغرافیا
این رود با طولی بالغ بر ۱۱٫۸ کیلومتر، از نظر درازا، چهارمین رود در ایالت پرلیس است.